# Óscar García Urizar
Óscar García Urizar (* 26. November 1921 in Quetzaltenango; † 5. September 2006 ebenda) war ein guatemaltekischer römisch-katholischer Geistlicher und Bischof von Quetzaltenango, Los Altos.

## Leben
Óscar García Urizar empfing am 17. Dezember 1949 durch den Bischof von Quetzaltenango, Los Altos, Jorge García Caballeros, das Sakrament der Priesterweihe für das Bistum Quetzaltenango, Los Altos.
Am 4. März 1980 ernannte ihn Papst Johannes Paul II. zum Bischof von Quetzaltenango, Los Altos. Der Apostolische Nuntius in Guatemala, Erzbischof Emanuele Gerada, spendete ihm am 26. April desselben Jahres in Quetzaltenango die Bischofsweihe; Mitkonsekratoren waren der emeritierte Bischof von Quetzaltenango, Los Altos, Luis Manresa Formosa SJ, und der Bischof von Verapaz, Cobán, Gerardo Humberto Flores Reyes.
Papst Johannes Paul II. nahm am 8. Januar 1987 das vorzeitige Rücktrittsgesuch von Óscar García Urizar an.